# 明神ヶ岳 (京都府・大阪府)
明神ヶ岳（みょうじんがたけ）は、京都府亀岡市篠町森と大阪府高槻市大字田能の境にある標高523.5mの山である。大阪50山の指定を受けている。

## 概略
山頂は辺り一帯が樹木で覆われているため展望が効かない。ただ、京都府側の尾根はクマザサの群生地であり、付近の植林された杉の間から、亀岡盆地と幾重にも重なって連なる丹波高地の山々を眺めることができる。
明神ヶ岳は田能川（芥川支流）の源流部に位置する。
この山は、太古の昔、口丹波の亀岡盆地一体が大きな湖であった頃、大国主命が多くの神々をこの山の山頂に集め、篠村の山本と保津村の請田との間を切り拓いて湖から湖水を京都盆地へ流し、大きな平野を造り、町や村を建設しようと相談をしたという伝承が伝わっている。この計画を実行するには、湖を進み山を切り拓く（=保津川を開削する）ための木舟が必要であったが、その船に用いる木は、近接する黒柄岳とこの山から供出され、この山で造船もされていたという。現在もこの山の南側山麓の高槻市田能には樫船神社が残っており、その伝説を今に伝えている

## 脚註

### 註釈
1. ↑  このエリアは元々、京都府南桑田郡樫田村という村で旧丹波国に属していた地域であったが、昭和の大合併の際に、この明神ヶ岳と黒柄岳がつくる分水界の不一致（とはいえ、最終的にはいずれも淀川になるので厳密に言えば、分水界は同じである）等を理由に、亀岡市などの丹波側の町村ではなく、高槻市へ合併した。なお、この合併は越県合併の最初の事例となっている。[1][2]